# Église française réformée d'Offenbach
Pour les articles homonymes, voir Église française réformée.
L'église française réformée (Französisch-Reformierte Kirche en allemand)  d'Offenbach-sur-le-Main est une église réformée située au centre de la ville, près de la City Tower, qui fut construite dans les années 1717-1718.
Elle appartient à l'Église protestante en Hesse et Nassau. Elle est également membre de la Fédération des Églises réformées de la Société allemande des huguenots.

## Source
- (de) Cet article est partiellement ou en totalité issu de l’article de Wikipédia en allemand intitulé « Französisch-Reformierte Kirche Offenbach » (voir la liste des auteurs).